# 福島ひまわり里親プロジェクト
福島ひまわり里親プロジェクト（ふくしまひまわりさとおやプロジェクト）は、特定非営利活動法人（NPO）チームふくしまが、2011年5月から展開している東日本大震災（および福島第一原子力発電所事故）復興支援活動。

## 概要
ヒマワリを育てる「里親」を全国から募集し、「里親」となる方には、ヒマワリの種子（チームふくしまで購入した日本国外産のもの）を買い取り、育て、再び採種し、福島に種を送ってもらう。当初の種子は福島県二本松市の障がい者作業所で封入して「里親」に送付、「里親」が育てて送り返した種子は、再び障がい者の施設でリパックし、寄付をおこなって福島県内に無料で配布する。2013年度は福島県内16,000ヶ所で、無料配布した種子によるヒマワリを咲かせた。全46都道府県（福島県を除く）、累計55万人以上、全国累計6,000校以上の学校が参加している。「復興のシンボル」としてヒマワリを根付かせ、震災や道徳の教育に結びつけることを目指している。福井県や三重県などでは、福島県から避難した児童・生徒に対するいじめ予防として活用している学校もある。福島県内で採れた種は、福島交通株式会社が運行するバスのバイオエネルギーとして活用されており、福島の種を販売しているわけではない。
当初はヒマワリによる放射能除染（ファイトレメディエーション）の試みとして始まったが、放射性セシウムの吸収効果が少ないと判明したあとも、障がい者の雇用支援や観光振興、防災教育の推進を目的として活動が続けられている。
2021年6月、全国の里親から届いたひまわりの種が「東北復興宇宙ミッション2021」を通じて宇宙へ打ち上げられた。その後、国際宇宙ステーションを通じて地球を600周した後、同年7月に地球へ帰還した。。

## 目的
プロジェクトでは、教育、雇用、観光を目的としている。実施しているイベントや活動の詳細については、公式ウェブサイトを参照のこと。

### 教育
ヒマワリの種を通じて全国と福島の学校同士の交流や、学校と地域との交流のきっかけとなっている。種を通じた福島県広野町立広野中学校と京都府宇治市立広野中学校の交流が、平成26年度から使用される東京法令出版発行の中学校公民教科書副読本『ビジュアル公民』と、『見る！解く！納得！公民資料』に掲載された。また、道徳教育、防災教育にも活用されている。兵庫県、毎日新聞社、公益財団法人ひょうご震災記念21世紀研究機構の主催による平成26年度防災未来賞1.17ぼうさい甲子園で、参加団体の和歌山県上富田ふれあいルームがフロンティア賞を受賞した。平成27年度福島県教育委員会発行の道徳教育資料集 第３集「郷土愛　ふくしまの未来へ」にプロジェクトに取り組む福井県鯖江市立待小学校のエピソードが掲載された。2020年8月15日に さくら社 で発行された、小学校の先生向けの書籍 『新版 授業づくりの教科書　理科実験の教科書　3年』(編著：宮内主斗・平松大樹)に当プロジェクトのひまわりの種を用いた授業づくりについて掲載された。

### 雇用
二本松市の障がい者通所施設では、震災と原発事故の影響で仕事が激減した。そこで、ヒマワリの種のパック詰めを依頼し、仕事を生み出すことで、継続的な復興支援に繋げることを目的にプロジェクトが発足した。種のパック詰めだけではなく、缶バッジやフラワータグなどのグッズの作成、広報誌の折り作業も行っている。

### 観光
ひまわり見学ツアーや里親と福島県内の参加者の交流イベント「ひまわり甲子園」を開催。全国各地からの訪問による福島県の観光振興、観光面の風評被害払拭を図る。ひまわり甲子園は「福島を、日本を元気にしたい」という想いで、ひまわりをシンボルにして、全国、福島県でひまわりを育てる中で起きたエピソードを発表する大会。地方大会も行なわれており、立命館中学校・高等学校など参加学校を中心にプレゼンテーションを行っている。2012年10月には、福島県旅館ホテル生活衛生同業者組合青年部が本プロジェクトに賛同して実施した「希望のひまわり大作戦」が、第21回全国旅館ホテル生活衛生同業組合連合会（全旅連）青年部全国大会の褒賞アワードで「特別功労賞　絆」を受賞した。毎年3月に福島県内で行われるひまわり甲子園だが、2021年、2022年は新型コロナウイルス感染症の影響でオンラインでの開催となった。
2013年から福島県田村市大越町でプロジェクトに賛同し全国から送られたひまわり畑の中で結婚式をあげる「ひまわり結婚式」を開催。2013年に1組、2014年に2組、2015年に2組、2016年に2組、2017年に3組、2018年に6組、2019年に４組、2022年に4組、2023年に2組の合計26組が挙式している。

## 種子の利用
福島県内で採れた種から精製されたバイオディーゼル燃料が、福島交通のバイオディーゼル燃料バスに使用されている。
2022年3月に商品化された「ひまわりカレー」にも、福島県内で採れた種を精製したひまわり油が使用されている。

## 応援メッセージ
全国から種とともに、福島や東北への応援メッセージが届けられている。手紙から子どもたちの絵画、歌等も含まれ、2万人以上にのぼる。これらのメッセージは、福島県立博物館や旅館、駅、百貨店など福島県内各地で展示された。
また、2012年2月から3月にかけて福島交通飯坂線車両の中吊り広告に応援メッセージが展示された。動く復興資料館として人民日報 など海外メディアにも取り上げられた。
福井県鯖江市立立待小学校3年生がプロジェクトをきっかけに作詞・作曲された応援ソング「ひまわり」が、復興庁とエコジャパンコミュニティの官民連携支援によるREVIVE JAPAN CUP2013のカルチャー部門ミュージックでグランプリを受賞した。

## 子ども食堂
2022年3月に商品化された「ひまわりカレー」や「ひまわりオリジナル切手」は、売り上げの一部を活用し、福島県内の子ども食堂へ福祉作業所製造のレトルトカレーを寄贈している。

## その他の事業
活動の一環として2013年に絵本『たびくまとひまわりばたけ』(はらきょうこ著)を発刊。2013年に福島県立図書館に100冊寄贈された。
2014年11月より『たびくまとひまわりばたけ』の電子フォトブックが、Android携帯向けアプリケーションマーケットGoogle Playにて無料配信開始。アプリケーションでは、遊佐未森が絵本の朗読を行っている。
2020年、プロジェクトを中心としたドキュメンタリー映画がYouTubeにて公開されている。

## マスコットキャラクター
たびくまというクマをモチーフとしたキャラクターである。
絵本『たびくまとひまわりばたけ』の主人公。
肩にかけているポシェットには、ひまわりの種が入っている。

## 受賞歴
- 2013年12月 - 「こどもたちの"こころを育む活動"」奨励賞（パナソニック教育財団）[22]。
- 2014年3月　- 「ふくしまからはじめよう」情熱大賞　[23]。
- 2014年12月 -   Revive Japan Cup2014 ライフスタイル部門「新しい東北」復興まちづくりで入選[24]
- 2015年11月 - 「あしたのまち・くらしづくり活動賞」主催者賞（あしたの日本を創る協会・日本放送協会・読売新聞東京本社）[25]
- 2015年12月 - 「第3回グッドライフアワード」環境大臣グッドライフ特別賞[26]
- 2016年11月 - 「第47回社会貢献者表彰」社会貢献の功績 (公益財団法人社会貢献支援財団)[27]
- 2017年11月 - 「新しい東北」復興ビジネスコンテスト2017 　企業賞　損保ジャパン日本興亜賞 (復興庁 「新しい東北」官民連携推進協議会 )[28]
- 2017年12月 - 「第３回ふくしま経済・産業・ものづくり賞（ふくしま産業賞）」特別賞 (福島民報社)[29]
- 2018年3月 - 「第11回未来を強くする子育てプロジェクト」子育て支援活動の表彰　スミセイ未来賞 (住友生命保険相互会社)[30]
- 2018年7月 -  「福島県家庭教育応援企業」　認定(福島県教育庁県北教育事務所)[31]
- 2018年11月 - 「平成30年度秋季善行表彰」(一般社団法人日本善行会)[32]
- 2021年1月 - 「福島市クールチョイス大賞」特別賞　佐藤真瑚賞　(福島市)[33]
- 2023年3月 - 「ソーシャルプロダクツ賞」ソーシャルプロダクツ・アワード2023[34]

## 関連書籍
- NPO法人チームふくしま（著）半田真仁（文）『ひまわりが咲くたびに“ふくしま”が輝いた！』ごま書房新社VM、2017年
- 田原実（作）　西原大太郎（画）『福島ひまわり里親プロジェクト物語～チームふくしまの軌跡～』株式会社インフィニティ、2018年
- チャンキー松本（絵と物語）　中島敏子（ルポ）『ぼくのひまわりおじさん』文屋、2018年